# Battle Hall
Battle Hall, también conocido como el Cass Gilbert Building y la Antigua Biblioteca, es una biblioteca histórica en el campus de la Universidad de Texas en Austin (Estados Unidos). Es uno de los cuatro edificios del campus que se han agregado al Registro Nacional de Lugares Históricos. Los otros son Littlefield House, University Junior High School (actual School of Social Work Building) y Little Campus (ahora llamado Arno Nowotny Building y John W. Hargis Hall).
El edificio fue diseñado por el arquitecto neoyorquino Cass Gilbert en 1911, utilizando un estilo neomediterráneo español. Sirvió como biblioteca principal hasta que se completó el nuevo edificio principal en 1937. Ahora alberga la Biblioteca de Arquitectura y Planificación, los Archivos Arquitectónicos de Alexander y el Centro de Arquitectura Estadounidense.
El diseño del edificio, en particular su techo de tejas rojas españolas, aleros sobresalientes y paredes de piedra caliza, influyó mucho en el plan maestro de 1933 desarrollado por Paul Cret, que a su vez es un requisito de diseño para los nuevos edificios en el campus hasta el día de hoy. En cuanto a la decoración, la biblioteca cuenta con ventanas arqueadas con balcones adornados con herrajes, medallones del zodíaco, aleros profundos y plafones policromados.
En la década de 1940, las colecciones de archivos de la universidad habían superado sus instalaciones. La Junta de Regentes votó para usar el edificio Cass Gilbert como biblioteca una vez más, y después de 1950, las colecciones en expansión se volvieron a dedicar como el Centro de Historia de Texas Eugene C. Barker y se trasladaron a la "Biblioteca antigua".
En 2007 el edificio fue seleccionado como una de las 150 obras arquitectónicas favoritas de la nación por el American Institute of Architects.